# 李永懋

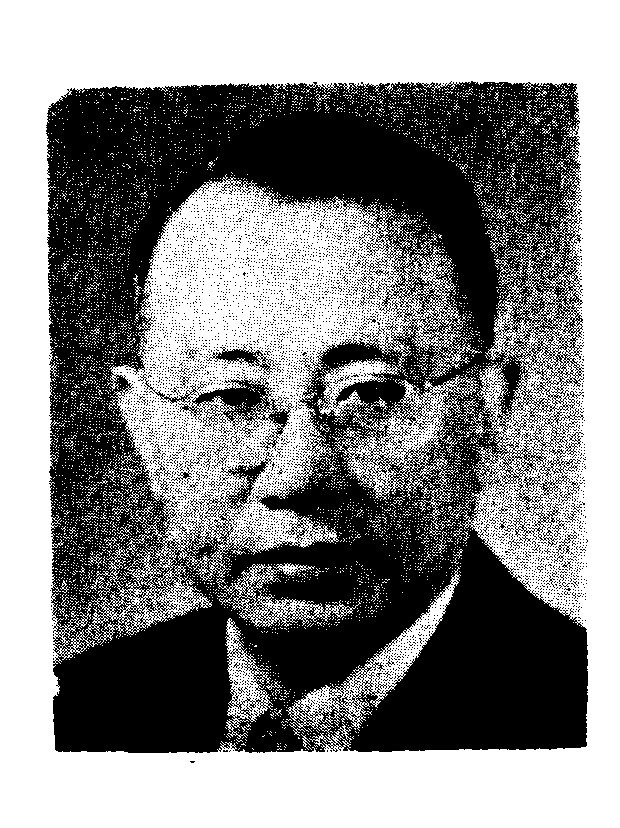
李永懋近照

李永懋（1903年—1977年6月13日），字愚生，四川省合川縣人，曾任立法院立法委員。

## 經歷
- 上海中國公學肄業
- 北京法政大學畢業
- 國民外交會議代表
- 民國廿五年（1936年），任湖南安化縣縣長[1]，安化縣禁煙委員會主任委員。[2]
- 南京特別市黨部民運科科長[3]
- 專門委員
- 視察團主任處長
- 抗日戰爭初，任行政院秘書處專員。
- 民國廿七年（1938年），任中統局內政部縣長訓練班調統室主任。[4]
- 民國三十年（1941年），任糧食部督導委員兼督導室第一組組長。
- 民國卅二年（1943年），任糧食部督察兼督導室主任。
- 民國卅四年（1945年），任糧食部陪都民食供應處處長。
- 民國卅七年（1948年），當選四川省第五選區立法委員
- 民國卅八年（1949年）9月初，自由民主大同盟在廣州秘密舉行第一次會議，選舉顧孟余為主席，童冠賢、程思遠、邱昌清、黃宇人、甘家馨、李永懋、尹述賢等為幹事。[5]
- 民國六十六年（1977年）六月十三日病故。[6]

## 出席立法院會期委員會
- 第１屆第４０會期:外交委員會
- 第１屆第３９會期:外交委員會
- 第１屆第３８會期:外交委員會
- 第１屆第３７會期:外交委員會
- 第１屆第３５會期:外交委員會
- 第１屆第３４會期:外交委員會
- 第１屆第３３會期:外交委員會
- 第１屆第３２會期:外交委員會
- 第１屆第３１會期:外交委員會
- 第１屆第３０會期:外交委員會
- 第１屆第２９會期:外交委員會
- 第１屆第２８會期:外交委員會
- 第１屆第２７會期:外交委員會
- 第１屆第２６會期:交通委員會
- 第１屆第２５會期:交通委員會
- 第１屆第２４會期:交通委員會
- 第１屆第２３會期:交通委員會
- 第１屆第２２會期:交通委員會
- 第１屆第２１會期:交通委員會
- 第１屆第２０會期:交通委員會
- 第１屆第１９會期:交通委員會
- 第１屆第１８會期:交通委員會
- 第１屆第１６會期:交通委員會
- 第１屆第１５會期:交通委員會
- 第１屆第１４會期:交通委員會
- 第１屆第１３會期:交通委員會
- 第１屆第１２會期:交通委員會
- 第１屆第１１會期:交通委員會
- 第１屆第１會期:預算委員會
- 第１屆第１會期:交通委員會
- 第１屆第１會期:財政及金融委員會

## 荣誉
- 五等景星勋章（1946年1月1日批准[7]）